# Károly Buzás
Károly Buzás (ur. 26 lutego 1945, zm. 31 października 2015 w Budapeszcie) – węgierski zapaśnik walczący w stylu wolnym. Olimpijczyk z Meksyku 1968, gdzie zajął 21 miejsce w kategorii 70 kg.
- Turniej w Meksyku 1968

Przegrał z Iwao Horiuchim z Japonii, a w pojedynku z Afgańczykiem Aka-Jahanem Dastagirem obaj zawodnicy zostali zdyskwalifikowani za unikanie walki.